# نماتدکش
نماتدکش (به انگلیسی: Nematicide) نوعی آفت‌کش گیاهی یا شیمیایی است که برای از بین بردن نماتدهای انگلی گیاهی استفاده می‌شود. نماتدکش ها می توانند با پایه شیمیایی و یا گیاهی باشند. اما معمولا نماتدکش‌ها سم‌هایی با ویژگی های فیزیکی و شیمیایی متفاوت هستند که پیشگیری، کنترل و درمان نماتدها را انجام می دهند. بعضی از نماتدکش های شیمیایی بسیار خطرناک هستند و علاوه بر نماتد انواع میکروارگانیزم های مفید خاک را از بین می برند.

## انواع نماتدکش ها در بازار جهانی
بعضی از نماتدکش های شیمیایی اروپایی بسیار خطرناک هستند. مصرف آن ها در اروپا ممنوع است. یا فقط یک بار در یک سال مجاز به استفاده هستند. 
=== نماتدکش در ایران === بهترین نماتدکش موجود در دنیا توسط شرکت بایر آلمان اختراع شده بنام ولویم پرایم Velum prime میباشد

## مثال هایی از نماتدکش ها
الدی‌کارب (Temik)، یک حشره‌کش کاربامات که توسط Bayer CropScience به بازار عرضه می‌شود، نمونه‌ای از یک نماتدکش تجاری رایج است. در تولید سیب‌زمینی مهم است، جایی که از آن برای کنترل نماتدهای خاکی استفاده می‌شود. الدی‌کارب یک مهارکننده کولین استراز است که از تجزیه استیل کولین در سیناپس جلوگیری می‌کند. در صورت مسمومیت شدید، قربانی بر اثر نارسایی تنفسی فوت می‌کند. این ماده دیگر برای استفاده در اتحادیه اروپا مجاز نیست و در اوت ۲۰۱۰، Bayer CropScience اعلام کرد که قصد دارد تا سال ۲۰۱۴ تولید الدی‌کارب را متوقف کند. ایمنی سلامت انسان و نگرانی‌های زیست‌محیطی سبب لغو ثبت گسترده چندین نماتدکش مهم دیگر از نظر کشاورزی شده‌است. پیش از سال ۱۹۸۵، DBCP هالوکربن ماندگار یک نماتدکش و تدخین‌دهنده خاک بود. با این حال، پس از ارتباط با ناباروری در میان کارگران مرد، استفاده از آن ممنوع شد. پیامد آن، شرکت داو کمیکال مسئول بیش از ۶۰۰ میلیون دلار خسارت شناخته شد.